# Horváth Márton (politikus)
Horváth Márton, születési nevén Schiller Márton (Budapest, 1906. október 8. – Budapest, 1987. június 7.) magyar politikus, szerkesztő. Fia Horváth Iván irodalomtörténész.

## Élete
Nagypolgári zsidó régiségkereskedő családban látta meg a napvilágot. 1926-ban beiratkozott a Királyi József Műegyetem Építészmérnöki Karára. 1931-ben a KMP tagja lett, egyetemi tanulmányait megszakította. 1932-ben lakbérsztrájkok szervezése miatt letartóztatták, vizsgálati fogság után néhány hónapra internálták. 1935 januárjában ismét letartóztatták, a Vasas című szakszervezeti ellenzéki lap szerkesztéséért 12 évi börtönre ítélték. 1937-ben apja közbenjárására 5 évre csökkentették büntetését. 
1940-ben kiszabadult, ezután illegalitásban élt, mivel Budapestről kitiltották. Röpiratokat nyomtatott és terjesztett. 1941 végétől az illegális Szabad Nép munkatársa és egyik szerkesztője. 1942 tavaszán másokkal együtt ismét letartóztatták és 12 évi börtönbüntetésre ítélték. 1944 márciusában színlelt betegsége miatt büntetését megszakították. 1944 nyarán kapcsolatba lépett a Békepárttal, tagja lett a párt Központi Bizottságának, ő tartotta a kapcsolatot a Katonai Bizottsággal. Kevéssel ezután ismét elfogták. 1944 novemberében Németországba akarták szállítani, a tehervagonból azonban Komárom előtt 3 társával együtt megszökött. 
1945 januárjában és februárjában az MKP Központi Vezetősége propagandaosztályának vezetője lett. 1945 márciusától 1950-ig a Szabad Nép felelős szerkesztője, 1945–1956 között az MKP, majd MDP Központi Vezetőségének, 1945–46-ban az MKP Politikai Bizottságának tagja volt, 1946–48-ban az MKP, 1948–49-ben az MDP Politikai Bizottságának póttagja, 1949–53-ban tagja, 1950–53-ban az MDP Központi Vezetősége Szervező Bizottságának tagja, 1950–54-ben a Szabad Nép szerkesztő bizottsági tagja és az MDP Központi Vezetősége agitációs és propaganda osztályának vezetője, 1954-től 1956 októberéig ismét a Szabad Nép felelős szerkesztője volt.
1948–1956 között vezető szerepet játszott a voluntarista kultúrpolitika és a sematizmus uralkodóvá válásában. 1956-ban egy új, szabadabb párt létrejötte mellé állt. 1956 novemberében elhárította a Népszabadság főszerkesztői megbízatását, mivel a párt megújítását Nagy Imre személyéhez kötötte. Így az MSZMP új vezetése előtt kegyvesztetté vált, minden politikai tisztsége megszűnt. 1956–57-ben a Magyar Munkásmozgalmi Intézet munkatársa, 1957–60-ban a Petőfi Irodalmi Múzeum, 1960-63-ban a Hunnia Filmstúdió, 1963-66-ban ismét a Petőfi Irodalmi Múzeum igazgatója, 1966-ban nyugalomba vonult.

## Irodalmi munkássága
Regényében, a Holttengeri tekercsekben (1970) egy világmegváltó célokkal fellépő mozgalom híveként arról töpreng, hogy a világ ígért és remélt megváltása helyett miért követett el társaival együtt új bűnöket? Fontosabb kérdése azonban, hogy a személyi kultusz törvénysértései után e mozgalom képes lesz-e nagy céljainak valóra váltására? Ennek keretét az a történelmi pillanat képezi, amikor a tegnap még üldözött kommunisták kezébe kerül a hatalom, s vele a hatalommal való visszaélés lehetősége is.
A mozgalom e fordulata énregény formájában, egyes szám első személyben előadott történetben tárul fel. Bár a főhős, Pálfi Károly modellje maga az író, a könyv nem önéletrajz. A közösségi múlt személyes mag köré rendeződik, a mozgalom kritikája a lelkiismeret-vizsgálat szigorával, az önmarcangolás pszichológiailag indokolt egyoldalúságával párosul. Az önkritika azonban nem érinti a lényeget: a marxizmus korszerű voltába, a forradalmi munkásmozgalom történeti indokoltságába vetett hitét. Ennek hátterét a szocializmus hatvanas évekbeli arculata biztosítja.
A mű másik fontos mozzanata a bukás, az önkéntes félreállás, amellyel új szakasz veszi kezdetét: a vezeklés, az öregedés, a megrokkanás, de ezzel együtt a szellemi és morális gazdagodás folyamata is. Szellemi gazdagság és rezignáció, egyéni tragédia és az élet konszolidálódása, szorongások, tépelődések és reménykedések, befeléfordulás és kíváncsiság az új iránt – ezek a heterogén, sőt ellentétes tudati, érzelmi tendenciák határozzák meg a könyv összetett, sok színben játszó hangulati tónusát.
A regény politikai és morális szempontból ábrázolja a hatvanas éveket, aminek hátrányos esztétikai következményei vannak: sematikus jellemábrázolás, élettelen, valóságidegen karakterek, élethelyzetek. Helyenként igen erősen érvényesül az esszészerűség: sokszor túlmagyarázza mondanivalóját, és olyan messze elkalandozik az értelmezett élettényektől, ahová az olvasónak nehéz követnie őt.
Regénye az úgynevezett kommunista "dezillúziós irodalom" részét képezi. Művében gyakorlatilag leszámol a sztálinista múltjával. A Rajk-perről szóló részt kihagyatták művéből. A könyvből Cantu Mari, a szerző lánya forgatott filmet Rózsadomb címmel.
A személytelenség kultusza című írása érdemel még említést. Első részében azokról a kiemelt káderekről, „alsó posztokon dolgozó elvtársakról” van szó, akik „ott éltek és tevékenykedtek, ahol politikánk a valósággal találkozott” és akik „lelkiismereti válságok között is megkeresték helyileg a legjobb megoldást, az emberséges kommunista vezetés útját.” A Holttengeri tekercsek ezt a típust nem mutatta be, így a cikk az író által korábban festett korképet árnyalja. Az írás második részében szociolingvisztikai „elemzésnek” veti alá a személyi kultusz korának nyelvi érintkezési formáit.

## Főbb művei
- A magyar földkérdés az ellenforradalmi reakció alatt. 1945. március 15. Kézirat gyanánt; Szikra Ny., Bp., 1945 (M. K. P. Szeminárium)
- József Attila. A Magyar Kommunista Párt országos székházában 1945 dec. 2-án elhangzott két előadás / Lukács György: Pártköltészet / Horváth Márton: József Attila költészete; Szikra, Bp., 1946
- Horváth Márton: Parasztegység? / Gyenes Antal: "Parasztegység"; Szikra Ny., Bp., 1946
- Rákosi Mátyás, Révai József, Horváth Márton: 30 éves a magyar kommunista mozgalom; Szikra Ny., Bp., 1948
- Népfronttal a békéért; Szikra Ny., Bp., 1949
- Lobogónk: Petőfi. Irodalmi cikkek és tanulmányok; Szikra, Bp., 1950
- Magyar irodalom – szovjet irodalom; Szikra, Bp., 1950 (A Magyar Dolgozók Pártja Politikai Akadémiája)
- Megjegyzések a képzőművészeti vitához; Szikra, Bp., 1952
- A Párt felvilágosító munkája a tömegek között; Szikra, Bp., 1952 (Pártépítés kiskönyvtára)
- Holttengeri tekercsek. Regény; Magvető, Bp., 1970
- „Apák és fiúk” (Közreadja, bev. Horváth Iván, in: Magyar Hírlap, 1991. 80. sz.)

## További irodalom
- Sorshelyzetek. Budapest, 1986
- Faragó Vilmos: Mi újság? Budapest, 1979
- Czigány Lóránt: Nézz vissza haraggal! Budapest, 1990